# Villo!
Villo! je systém sdílení kol v Bruselském regionu v Belgii. Funguje od 19. května 2009 a vznikl ve spolupráci mezi Bruselským regionem a firmou JCDecaux, aby nahradil starší systém Cyclocity, který fungoval od dne bez aut 17. září 2006.
V únoru 2011 bylo v systému celkem 2500 jízdních kol, která bylo možno zapůjčit na 162 stanovištích. Cílem první fáze nasazení je 180 stanovišť ve vzdálenostech zhruba 450 metrů.
Kola jsou vybavena sedmi převody, košíkem na předních řídítkách, sedlem s nastavitelnou výškou, krytem řetězu, stále zapnutým předním a zadním světlem napájeným nábojovým alternátorem, předními a zadními diskovými brzdami, plášti Schwalbe Marathon a zámkem. Celé kolo i s příslušenstvím váží 22 kg.